# Silkejärvi
Silkejärvi eller Silkeejärvi är en sjö i Finland. Den ligger i kommunen Enare i landskapet Lappland, i den norra delen av landet, 1 000 km norr om huvudstaden Helsingfors. Silkejärvi ligger 132 meter över havet. Arean är 81,6 hektar och strandlinjen är 8,26 kilometer lång. Sjön  ingår i Pasvik älvs huvudavrinningsområde. 